# 波号第二百七潜水艦
波号第二百七潜水艦（はごうだいにひゃくななせんすいかん）は、日本海軍の潜水艦。波二百一型潜水艦の7番艦。太平洋戦争末期に竣工したが外海に出撃することなく、戦後に海没処分された。

## 艦歴
マル戦計画の潜水艦小、第4911号艦型の7番艦、仮称艦名第4917号艦として計画。1945年4月23日、佐世保海軍工廠で起工。
5月1日、波号第二百七潜水艦と命名されて波二百一型潜水艦の7番艦に定められ、本籍を佐世保鎮守府と仮定。14日、艤装員事務所を佐世保海軍工廠内に設置し事務を開始。26日、波号第208潜水艦と同時に進水し、本籍を佐世保鎮守府に定められる。
8月14日竣工し、第六艦隊第五十二潜水隊に編入。終戦時は佐世保に所在。11月30日、海軍省の廃止に伴い除籍。
1946年4月5日、向後崎西方沖でアメリカ海軍により海没処分された。

## 潜水艦長
艤装員長
1. 小澤孝基 大尉：1945年5月15日 - 1945年8月14日

潜水艦長
1. 小澤孝基 大尉：1945年8月14日 - 1945年10月16日